# ژرژ تورلیه
ژرژ تورلیه (انگلیسی: Georges Turlier؛ زادهٔ ۱۶ ژوئیهٔ ۱۹۳۱) قایقران کانو اهل فرانسه است.